# Ron Marz
Œuvres principales
Batman/Aliens
DC vs. Marvel
Green Lantern
Silver Surfer
Witchblade
Ron Marz (né le 17 novembre 1965) est un écrivain américain de bande dessinée, connu pour son travail sur des titres tel que Batman/Aliens, DC vs Marvel, Green Lantern, Le Surfer d'Argent et Witchblade.

## Biographie
Ron Marz est connu pour son travail sur le Surfer d'Argent et Green Lantern, ainsi que les crossovers DC vs Marvel et Batman/Aliens. Il a co-créé Genis-Vell dans Silver Surfer Annual n°6 (1993). Il a travaillé sur les séries de CrossGen Comics Scion, Mystic, Sojourn et The Path. Chez Dark Horse Comics, il a créé L'Âme du samouraï et divers comics de Star Wars. Il a écrit pour le label Aftermath de Devil's Due Publishing qui inclut Blade of Kumori. En 1995, il avait un petit run sur X-O Manowar pour Valiant Comics. L'année suivante, Ron Marz a écrit la série limitée DC/Marvel: All Access qui est un crossover entre les personnages de DC et Marvel.
Pendant la rédaction de Green Lantern, Marz a écrit l'histoire de "Emerald Twilight", dans lequel le personnage de Hal Jordan, accablé de douleur, est devenu un meurtrier de masse, conduisant à la destruction du Corps des Green Lantern, et à la création d'un nouveau et dernier Green Lantern, Kyle Rayner.
Le travail de Marz durant les années 2000 comprend un certain nombre de bandes dessinées de Top Cow Productions, dont Witchblade, qu'il écrivit à partir du numéro 80 (Nov. 2004) jusqu'au numéro 150, plus un certain nombre de specials et de récits crossovers mettant en vedette le personnage, comme Witchblade/Le Punisher en 2007 et Witchblade/Devi en 2008. Ses autres travaux chez Top Cow comprennent Cyberforce n°1 à 6 en 2006 et Cyberforce/X-Men en 2007.
Pour DC Comics, il a écrit Ion, une bande dessinée de 12 numéros qui a suivi le personnage de Kyle Rayner après l'événement One Year Later, ainsi que Tales of the Sinestro Corps Presents: Parallax et Tales of the Sinestro Corps Presents: Ion, deux one-shots liés au crossover de Green Lantern, Sinestro Corps War.
Ron Marz a écrit l'Annual 2006 mettant en vedette Le Fantôme chez Moonstone Books, et fut celui qui a obtenu la participation des écrivains Chuck Dixon, Mike Bullock, Tony Bedard et Rafael Nieves sur les chapitres du livre.
Marz est devenu éditeur de trois titres du label Shakti de Virgin Comics en 2007 et a supervisé Devi, Ramayan 3392 A. D. et The Sadhu. Il a écrit la série Beyond, basée sur une histoire créée par Deepak Chopra.
En 2008, il a écrit Broken Trinity qui mettait en vedette les personnages de Witchblade, The Darkness et l'Angélus, ainsi que les séries qui y sont liées : Broken Trinity: Witchblade, Broken Trinity: Angelus (2008) et Broken Trinity: Aftermath (2009),. Il a signé un contrat d'exclusivité avec Top Cow qui concernait trois comics mensuels - deux titres du "Top Cow Univers" et un projet appartenant au créateur (Creator ownership (en)).
En 2011, Ron Marz a écrit sur Voodoo, une série qui faisait partie des titres de DC Comics relancés lors des New 52.

## Publications

### CrossGen
- Chimera #1–4 (2003)
- CrossGen Chronicles #1–2, 5 (2000–2001)
- Mystic #1–17 (2000–2001)
- The Path #1–18 (2002–2003)
- Scion #1–39 (2000–2003)
- Sojourn #1–24 (2001–2003)

### Dark Horse Comics
- Dark Horse Presents #101–102, 138 (1995–1998)
- Star Wars: Darth Maul #1–4 (2000)
- Star Wars: Empire #19–22, 24–28 (2004)
- Star Wars Tales #1–2 (1999)

### Dark Horse Comics/DC Comics
- Batman/Aliens #1–2 (1997)
- Batman/Tarzan: Claws of the Cat-Woman #1–4 (1999)
- Darkness/Superman #1–2 (2005)
- Green Lantern Versus Aliens #1–4 (2000)

### DC Comics
- Action Comics #749 (1998)
- The Adventures of Superman #563, 570 (1998–1999)
- The Adventures of Superman vol. 2 #15 (2014)
- All-American Comics vol. 2 #1 (1999)
- Batman 80-Page Giant #1 (1998)
- Batman Confidential #37 (2010)
- Batman Villains Secret Files and Origins #1 (1998)
- Batman: Hidden Treasures #1 (2010)
- Convergence Batman and Robin #2 (2015)
- Convergence Justice League International #1–2 (2015)
- Countdown Presents the Search for Ray Palmer: Wildstorm #1 (2007)
- DC Retroactive: Green Lantern The '90s #1 (2011)
- Detention Comics #1 (1996)
- Doctor Strangefate #1 (1996)
- Friday the 13th: Bad Land #1–2 (2008)
- Green Lantern vol. 3 #48–107, 109–114, 117–125, #0, #1,000,000, 176–181, Annual #4, 6 (1994–2004)
- Green Lantern 80-Page Giant #1 (1998)
- Green Lantern Corps Quarterly #4–7 (1993)
- Green Lantern Plus #1 (1996)
- Green Lantern Secret Files and Origins #1–2 (1998–1999)
- Green Lantern/Flash: Faster Friends #1 (1997)
- Green Lantern/Sentinel: Heart of Darkness #1–3 (1998)
- Green Lantern: Fear Itself HC (1999)
- Ion #1–12 (2006–2007)
- JSA Secret Files and Origins #1 (1999)
- Legends of the Dark Knight 100–Page Super-Spectacular #5 (2015)
- Parallax: Emerald Night #1 (1996)
- Secret Origins of Super-Villains 80–Page Giant #1 (1999)
- Superboy #32–41, 45–47 (1996–1998)
- Superboy Plus #1 (1997)
- Superman vol. 2 #140, 147 (1998–1999)
- Superman Secret Files and Origins #2 (1999)
- Superman: The Man of Steel #84 (1998)
- Tales of the Sinestro Corps: Ion #1 (2008)
- Tales of the Sinestro Corps: Parallax #1 (2007)
- Tangent Comics/Metal Men #1 (1997)
- Tangent Comics/Powergirl #1 (1998)
- Tangent: Superman's Reign #1–11 (2008–2009)
- Voodoo #1–4 (2011–2012)

### DC Comics/Marvel Comics
- DC vs. Marvel/Marvel vs. DC #1, 3 (1996)
- DC/Marvel: All Access #1-4 (1996-1997)
- Green Lantern/Silver Surfer: Unholy Alliances #1 (1996)

### Image Comics
- Angelus #1-6 (2009–2010)
- Artifacts #1-13 (2010–2011)
- Broken Trinity #1-3 (2008)
- Cyberforce vol. 3 #1-6 (2006)
- Dragon Prince #1-4 (2008)
- First Born #1-3 (2007)
- Magdalena vol. 3 (2010–2012)
- Witchblade #80-150 (2004–2011) #170-185 (2013-2015)
- Ravine (2013–2014)

### Image Comics/Marvel Comics
- Unholy Union #1 (2007)

### Marvel Comics
- Captain America Annual #13 (1994)
- Cosmic Powers #1-6 (1994)
- Cosmic Powers Unlimited #1 (1995)
- Marvel Comics Presents #101 (1992)
- Namor, the Sub-Mariner Annual #2-3 (1992-1993)
- Quasar #59 (1994)
- Secret Defenders #9-14 (1993-1994)
- Shadows & Light #1 (1998)
- Silver Surfer vol. 3 #42-43, 49, #51-102, Annual #3-7 (1990-1995)
- Silver Surfer: Dangerous Artifacts #1 (1996)
- Thor #463-471, Annual #18 (1993-1994)
- What If...? vol. 2 #22, 27, 30, 43, 45, 48-49 (1991-1993)

### Valiant Comics
- X-O Manowar #44-49, #50-X, #50-O (1995)

### Virgin Comics
- Beyond #1-3 (2008)